# Ioan Petrescu
Ioan Petrescu (n. 19 ianuarie 1907, Recea, județul Argeș – 9 ianuarie 1962, Iași) a fost un ofițer român, decorat cu Ordinul „Virtutea Aeronautică” de Război cu spade, clasa Crucea de Aur, și cu Crucea de Fier, klasse EK-2.
Absolvent al  Liceului  Gheorghe Lazăr din București (1928), a Școlii Militare de Infanterie din Sibiu (1930, Sublocotenent), devine locotenent în 1934 și obține un brevet de observator aerian la Pipera (București). 

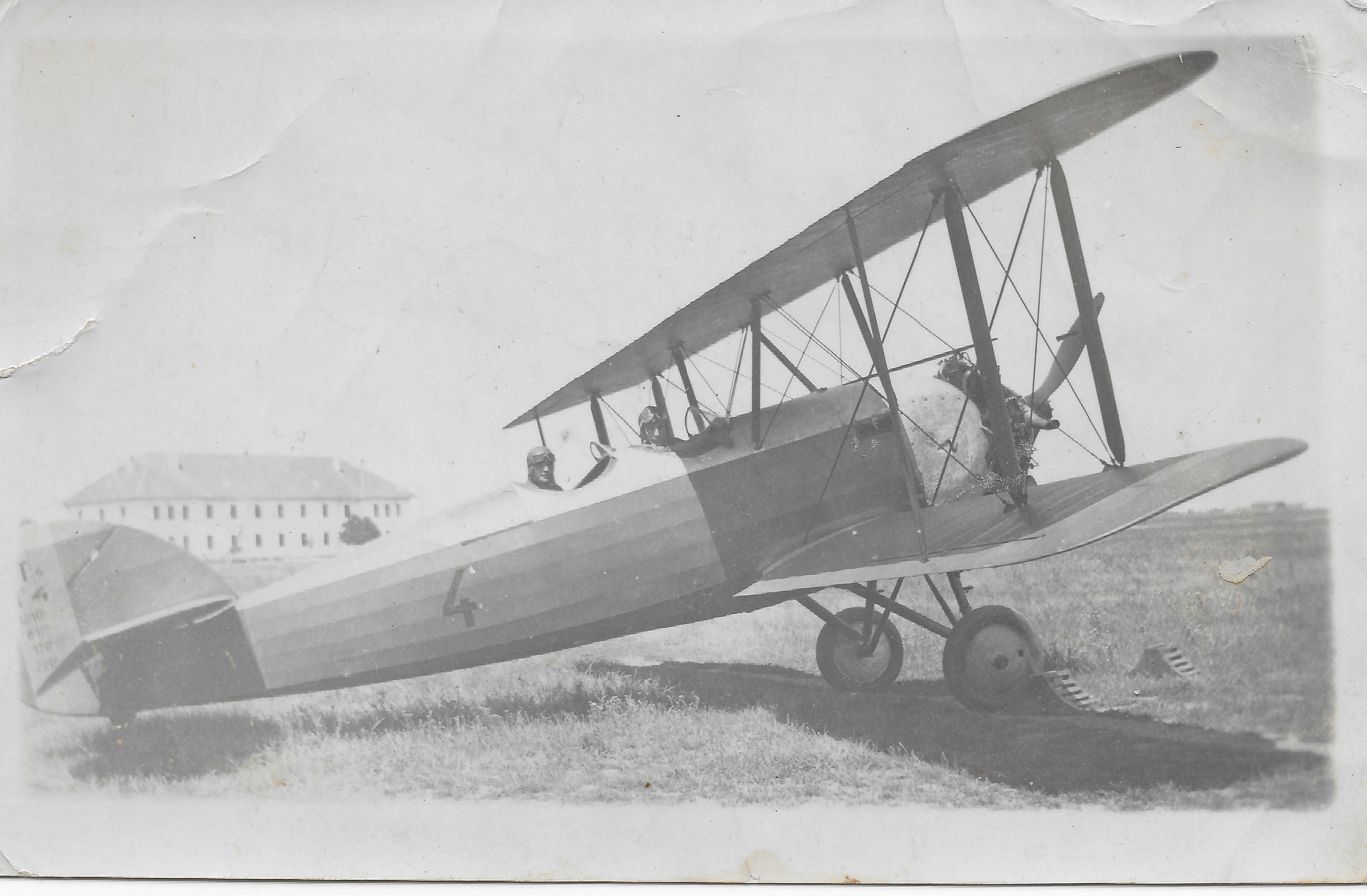

Devine căpitan la începutul războiului. De la aerodromul din Ivești execută misiuni peste Prut. Printre altele revine cu 20 impacturi pe avionul IAR38 de la o misiune de verificare a retragerii sovietice, după un zbor în rase-mottes deasupra localităților Giurgiulești și Reni sub focul anti-aerian inamic. De la aerodromul din Tighina participă la numeroase misiuni până la căderea Odesei. Printre ele bombardarea și distrugerea unei baterii de artilerie sovietice lânga Cahul și a unui tun auto-tractat dintr-o coloană care se indrepta spre Bolgrad. Pe 31 august 1941, revenind dintr-o misiune de la Kubanka Pavlynka, avionul IAR38 n°16 al Escadrilei 13 a fost atacat de 8 aparate de vânătoare Rata sovietice. Biplanul a aterizat în flăcări, dar echipajul a scăpat teafăr,. Avioanele Rata au mitraliat aeroportul și au avariat alte două aparate IAR38 (n°51 și 72) .
Decorat cu Ordinul „Virtutea Aeronautică” de război cu spade, clasa Crucea de Aur (înalt  decret 3274/23.11.1941) și Eiserne Kreuz 2. Klasse (EK-2). În septembrie 1942 Escadrila 13 se deplasează de la Starominskaya (Rusia) prin Kubanets și Rostov catre Morozovsk (cotul Donului), pe aerodromul  avansat de la Perelazovskiy. Devine Comandantul Escadrilei 13. Pe 18 noiembrie escadrila se retrage, înaintea ofensivei sovietice de pe 20 noiembrie. Escadrila se repliază la Blaj de unde continuă misiunile în funcția de Comandant până în decembrie 1943.

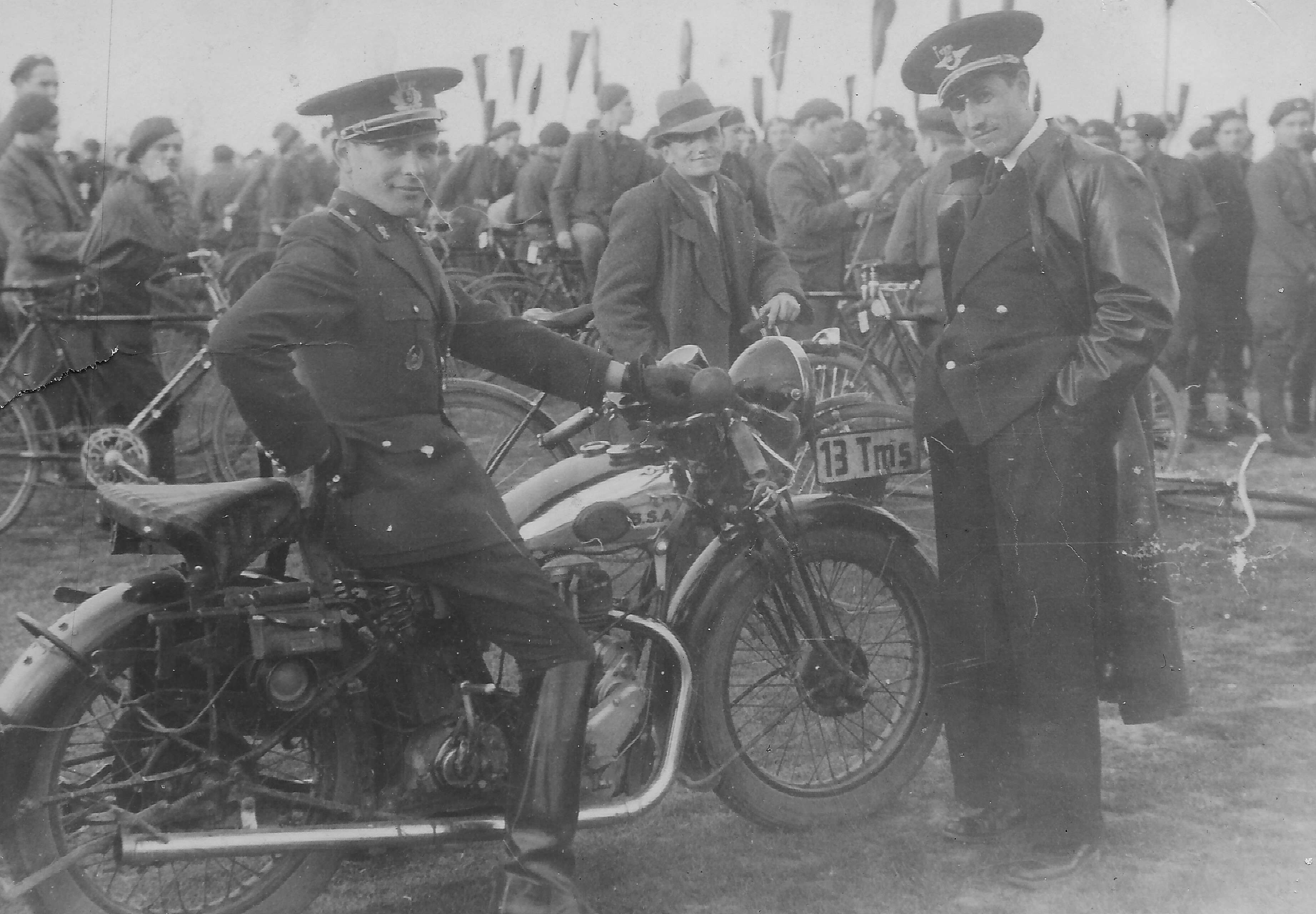

Decorat cu „Coroana României” de Război cu spade, clasa IV (înalt  decret 3271/21.12.1943, brevet 22609) și „Steaua României” Cl. V.
Integrat în funcția de Comandant al Regimentului 5 Vânători Târgu Frumos în ianuarie 1944, pentru apărarea Iașului.